# Murgești
Murgeşti é uma comuna romena localizada no distrito de Buzău, na região de Valáquia. A comuna possui uma área de 29.02 km² e sua população era de 1096 habitantes segundo o censo de 2007.